# Лобила, Боба
Боба Лобила (фр. Boba Lobilo; 10 апреля 1950, Бельгийское Конго) — заирский футболист, защитник.

## Биография
В 1970-х годах играл за заирский клуб «Вита» из города Киншаса, вместе с командой выиграл Африканский Кубок чемпионов 1973. В 1974 году он занял второе место в списке претендентов на награду футболист года в Африке, уступив победителю Полу Мукила.
Выступал за национальную сборную Заира. Участник двух Кубков африканских наций. В победном для Заира 1974 в Египте и 1976 в Эфиопии. На турнире в 1974 году вошёл в символическую сборную.
В квалификации на чемпионат мира 1974 Боба Лобила провёл 4 матча. В 1974 году главный тренер Заира Благоя Видинич вызвал Лобила на чемпионат мира, который проходил в ФРГ и стал первым мундиалем для Заира в истории. Боба был заявлен под 5 номером. В своей группе команда заняла последнее 4 место, уступив Шотландии, Бразилии и Югославии. Лобила сыграл во всех 3 матчах.
Всего за сборную Заира провёл 12 матчей. В 2006 году он был выбран Африканской конфедерацией футбола в список 200 лучших африканских футболистов за последние 50 лет.

## Достижения
- Победитель Африканского Кубка чемпионов (1): 1973
- Победитель Кубка африканских наций (1): 1974